# 255-я смешанная авиационная дивизия
 255-я сме́шанная авиацио́нная Сахалинская диви́зия  — авиационное воинское соединение Вооружённых сил СССР в Советско-японской войне.

## Наименования дивизии
- 255-я смешанная авиационная дивизия;
- 255-я авиационная дивизия[1];
- 255-я смешанная авиационная Сахалинская дивизия;
- 110-я смешанная авиационная Сахалинская дивизия;
- 110-я истребительная авиационная Сахалинская дивизия.

## Формирование дивизии
255-я смешанная авиационная дивизия сформирована в августе 1942 года на основании приказа НКО СССР приказом № 00142 от 31 июля 1942 года командующего ДВФ:
"Авиационные части, дислоцируемые в Николаевск-на-Амуре, Софийское-на-Амуре и Сахалине, свести в 255-ю отдельную авиационную дивизию и иметь её в составе: управления авиадивизии, 73 и 79 смешанных авиаполков, 610 и 936 истребительных авиаполков и 35 отдельной роты связи".

## Переименование, переформирование и расформирование дивизии
- 255-я смешанная авиационная Сахалинская дивизия Директивой Генштаба переименована 20 февраля 1949 года в 110-ю смешанную авиационную Сахалинскую дивизию[3].
- 110-я смешанная авиационная Сахалинская дивизия в связи с передачей в состав истребительной авиации в 1953 году переформирована в 110-ю истребительную авиационную Сахалинскую дивизию.
- 110-я истребительная авиационная Сахалинская дивизия в связи со значительным сокращением Вооружённых сил[4] была расформирована в 05.1960, а её части переданы в состав 25-й дивизии войск ПВО Дальневосточной отдельной армии ПВО.

## В действующей армии
В составе действующей армии:
- с 9 августа 1945 года по 3 сентября 1945 года.

## Командиры дивизии
| Звание       | Имя                            | Период                  | Примечание            |
| ------------ | ------------------------------ | ----------------------- | --------------------- |
| подполковник | Лозыченко Александр Гаврилович | август 1942 — 12.1945   | заместитель командира |
| подполковник | Бронза                         | 02.09.1945              | командир              |
| полковник    | Васильев Василий Григорьевич   | 05.07.1942 — 09.12.1945 | командир              |

## В составе соединений и объединений
| Дата          | Фронт (округ)                 | Армия                | Примечания                 |
| ------------- | ----------------------------- | -------------------- | -------------------------- |
| 20.07.1942 г. | Дальневосточный фронт         |                      | в прямом подчинении фронта |
| 01.06.1945 г. | Дальневосточный фронт         | 10-я воздушная армия |                            |
| 05.08.1945 г. | 2-й Дальневосточный фронт     | 10-я воздушная армия |                            |
| 01.10.1945 г. | Дальневосточный военный округ | 10-я воздушная армия |                            |
| 20.02.1949 г. | Дальневосточный военный округ | 29-я воздушная армия |                            |
| 01.04.1957 г. | Дальневосточный военный округ | 1-я воздушная армия  |                            |
| 01.01.1960 г. | Дальневосточный военный округ | 1-я воздушная армия  |                            |

## Состав дивизии
| Части                                                  | Период                  | Примечание                                                                                             |
| ------------------------------------------------------ | ----------------------- | --- |
| 610-й истребительный авиационный полк                  | 01.09.1942 — 02.10.1945 | Як-9, Ил-2, передан в 296-ю иад                                                                        |
| 936-й истребительный авиационный полк                  | 28.07.1942 — 20.08.1958 | Як-9, P-63 Kingcobra, МиГ-15, МиГ-17, расформирован                                                    |
| 307-й истребительный авиационный полк                  | 01.11.1945 — 15.09.1960 | Як-9, P-63 Kingcobra, МиГ-15, МиГ-17,Буревестник, о. Итуруп, расформирован                             |
| 308-й истребительный авиационный полк                  | 01.11.1945 — 16.09.1958 | Як-9, P-63 Kingcobra, МиГ-15, МиГ-17, Буревестник, о. Итуруп, передан в состав Сахалинской дивизии ПВО |
| 79-й смешанный авиационный полк                        | 21.08.1943 — 08.08.1944 | И-15, И-16, СБ                                                                                         |
| 79-й бомбардировочный авиационный полк                 | 08.08.1944 — 1953       | Пе-2                                                                                                   |
| 73-й бомбардировочный авиационный полк                 | 01.08.1945 — 03.09.1945 | Пе-2                                                                                                   |
| 581-й бомбардировочный авиационный полк                | 21.08.1943 — 1953       | |
| 10-я отдельная разведывательная авиационная эскадрилья | 01.08.1945 — 03.09.1945 | |

## Участие в операциях и битвах
- Южно-Сахалинская операция — с 11 августа 1945 года по 25 августа 1945 года.

## Боевой состав дивизии в Советско-японской войне
| Части                                                  | Примечание |
| ------------------------------------------------------ | ---------- |
| 610-й истребительный авиационный полк                  | Як-9       |
| 936-й истребительный авиационный полк                  | Як-9       |
| 79-й бомбардировочный авиационный полк                 | Пе-2       |
| 73-й бомбардировочный авиационный полк                 | Пе-2       |
| 10-я отдельная разведывательная авиационная эскадрилья |            |
| 30-е отдельное корректировочное авиационное звено      |            |
| отдельная авиационная эскадрилья самолётов Ил-2        | Ил-2       |

## Награды
- 610-й истребительный авиационный полк за образцовое выполнение заданий командования в боях против японских войск на Дальнем Востоке при форсировании рек Амур и Уссури, овладении городами Цзямусы, Мэргень, Эйаньчжэнь, южной половиной острова Сахалин, а также островами Сюмусю и Парамушир из гряды Курильских островов и проявленные при этом доблесть и мужество 14 сентября 1945 года Указом Президиума Верховного Совета СССР награждён орденом Красного Знамени.
- 79-й бомбардировочный авиационный полк за образцовое выполнение заданий командования в боях против японских войск на Дальнем Востоке при форсировании рек Амур и Уссури, овладении городами Цзямусы, Мэргень, Эйаньчжэнь, южной половиной острова Сахалин, а также островами Сюмусю и Парамушир из гряды Курильских островов и проявленные при этом доблесть и мужество 14 сентября 1945 года Указом Президиума Верховного Совета СССР награждён орденом Красной Звезды.

## Почётные наименования
255-я смешанная авиационная дивизия за отличные боевые действия в боях с японцами на Дальнем Востоке удостоена почётного наименования «Сахалинская».

## Благодарности Верховного Главнокомандующего
Дивизии за овладение всей Маньчжурией, Южным Сахалином и островами Сюмусю и Парамушир из группы Курильских островов, главным городом Маньчжурии Чанчунь и городами Мукден, Цицикар, Жэхэ, Дайрэн, Порт-Артур объявлена благодарность.
| МиГ-19 | МиГ-15 | МиГ-17 |

## Базирование
| Период         | Аэродромы               |
| -------------- | ----------------------- |
| 10.1945 — 1960 | Южно-Сахалинск, Сахалин |